# Phrynobatrachus vogti
Phrynobatrachus vogti é uma espécie de anfíbio da família Petropedetidae.
É endémica do Gana.
Os seus habitats naturais são: marismas de água doce e marismas intermitentes de água doce.